# Gorzelin (przystanek kolejowy)
Gorzelin – przystanek kolejowy w województwie dolnośląskim w Polsce.
Przystanek posiada jeden peron z krawędzią oraz murowaną wiatę stacyjną wybudowaną przez mieszkańców w czasach PRL jako czyn społeczny. Od 1 września 2010 nie zatrzymuje się już to żaden pociąg pasażerski. W 2019 roku została wyremontowana linia kolejowa nr 289 i przywrócono na niej ruch pasażerski.

## Ruch pasażerski
| Rok  | Wymiana pasażerska na dobę |
| ---- | -------------------------- |
| 2017 | –                          |
| 2022 | 0-9                        |

Od 12 grudnia 2021 przystanek na żądanie.